# Uniter
Uniter e.V. (lateinisch uniter ‚in eins verbunden‘) war ein Verein ehemaliger und aktiver Soldaten und Polizisten, der Waffentrainings durchführte und die Ausbildung der Nationalpolizei auf den Philippinen unterstützte. Er wurde erstmals 2012, erneut 2016 gegründet und 2020 formell aufgelöst, besteht jedoch als Prepper-Netzwerk unter anderen Decknamen fort.
Der Verein stellte sich als überparteiliches, unpolitisches und verfassungskonformes Netzwerk zur Kontaktpflege und Weiterbildung von Sicherheitskräften dar, gehörte jedoch zum rechtsextremen „Hannibal“-Netzwerk.
2019 entzog das Finanzamt Stuttgart dem Verein die Gemeinnützigkeit.
Im Oktober 2020 ergingen Strafbefehle gegen den Verein und mehrere Mitglieder wegen verschiedener Verstöße gegen Waffen- und Sprengstoffgesetze. Seit 2021 führt der Vereinsgründer seine rechtsextremen Netzaktivitäten unter dem Deckmantel eines Kaffeeversands als Black Ops Coffee-Community fort. Das Bundesamt für Verfassungsschutz (BfV) stuft sein Netzwerk als „gesichert rechtsextremistisch“ ein.

## Erstgründung 2012
Laut rund einjähriger Recherchen der taz gründete der Bundeswehrsoldat Andre S. (Pseudonym „Hannibal“) erstmals 2012 in Halle (Saale) einen Verein namens Uniter. Der Zweck war, Elitesoldaten, Polizisten und Personenschützer verschiedener Bundesländer miteinander zu vernetzen. Zudem sollte der Verein Soldaten der Bundeswehreliteeinheit Kommando Spezialkräfte (KSK) eine Berufsversicherung ermöglichen. Dazu hatte sich der Gründer zuvor mit einem Versicherungsfachmann der Allianz Versicherung aus Halle beraten, der eine entsprechende Versicherungspolice an Uniter-Mitglieder verkaufte. Gegen Andre S. wurde 2015 durch den Generalbundesanwalt ermittelt, weil der Verdacht bestand, dass er geheime Interna aus KSK-Kreisen über Einsätze in Afghanistan an die Frankfurter Allgemeine Zeitung weitergegeben hatte.
Weil ein Mitgründer sich als früherer Mitarbeiter der DDR-Staatssicherheit herausstellte, zerstritt sich die Gründungsgruppe und löste den Verein wieder auf. Dieser blieb aus unbekanntem Grund jedoch registriert.
Bis zu seiner Auflösung hatte der erste Verein etwa 40 Mitglieder. Darunter waren einige Bekannte von André S. aus einer Freimaurerloge, die sich mit Versicherungsbürokratie auskannten. Sie sollten KSK-Soldaten über den Verein eine billigere Versicherung ermöglichen. Formal blieb der Verein noch bis in das Jahr 2019 hinein eingetragen.

## Zweitgründung 2016
Ab 2015 gründete André S. mehrere Chatgruppen im Messengerdienst Telegram für Prepper, die Vorräte anlegen, um einen erwarteten Zusammenbruch der staatlichen Ordnung an einem „Tag X“ zu überleben. Diesen nach Regionen (Nord, Süd, Ost, West, Österreich, Schweiz) gegliederten Gruppen des „Hannibal“-Netzwerks gehörten aktive Soldaten, Reservisten, Kriminalpolizisten, SEK-Beamte, Anwälte, Feuerwehrleute und andere an. In ihren Chats besprachen sie auch rechtsextreme Pläne, als Gegner eingestufte linksgerichtete Politiker, Aktivisten und Personen festzusetzen und zu töten. Zur Chatgruppe Süd gehörte Franco A., dessen Festnahme ab 2017 Terrorermittlungen gegen Bundeswehrsoldaten auslöste. Danach schloss André S. seine Chatgruppen. Im Sommer 2016 hatte er in Stuttgart Uniter e. V. erneut gegründet. Der Verein erhielt einen neuen Vorstand und ist ebenso gegliedert wie das Hannibal-Netz. Er war bis zum Herbst 2019 gemeinnützig.
Nach der Auflösung des deutschen Vereins führt ‘Uniter’ seine Aktivitäten seit 2021 in Form von 'Black Ops Coffee' und der 'Black Ops Coffee-Community' fort.

## Mitglieder
Der Verein gab bis Ende 2019 eine Gesamtzahl von rund 2000 Mitgliedern an. Die tatsächliche Zahl wird weit niedriger eingeschätzt, etwa weil bei der Jahreshauptversammlung 2018 laut Protokoll nur sechs von sieben ordentlichen Mitgliedern als anwesend vermerkt wurden. Vom Hallenser Vorläuferverein blieb nur ein Bundeswehrkamerad von André S. dabei. Für die Stuttgarter Neugründung gewann er wieder Soldaten, Polizisten und Freimaurer. Vorstandsvorsitzender wurde der aus Eisenach stammende Ringo M., damals Mitarbeiter des Landesamtes für Verfassungsschutz Baden-Württemberg.
Ringo M. gehörte von 2005 bis 2014 zur rund 50-köpfigen Beweissicherungs- und Festnahmeeinheit (BFE) 523 der Bereitschaftspolizei in Böblingen. Deren Leiter war der ausgebildete Präzisionsschütze Thomas B. Zu der Einheit gehörte ein früheres Ku-Klux-Klan-Mitglied mit Kontakten zum Umfeld des Nationalsozialistischen Untergrundes (NSU). Thomas B. reiste ab Oktober 2005 im Auftrag der norddeutschen Firma BDB Protection mit mindestens 30 aktiven oder ehemaligen deutschen Polizisten und Soldaten mehrmals nach Libyen, um dort Sicherheitskräfte für den Diktator Muammar al-Gaddafi auszubilden. Anfang 2013 wurde Thomas B. wegen schwerer Dienstvergehen in den Ruhestand versetzt. 2014 gründete er mit einem befreundeten SEK-Beamten eine Sicherheitsfirma in Stuttgart, die Firmen berät, die Mitarbeiter in unsichere Staaten schicken wollen. Er hatte bis mindestens März 2019 Kontakt zu André S.; ob er selbst Mitglied im Hannibalnetz oder bei Uniter war oder ist, ließ sich nicht belegen. Seine Firma macht mit Uniter kleinere Geschäfte, vermittelte Kontakt zu einem Versicherungsvertreter und stellte Uniter-Mitglieder als Sicherheitsleute an. Ein weiterer früherer BFE-Ausbilder ist der AfD-Bundestagsabgeordnete Martin Hess.
Bei der Bereitschaftspolizei war Ringo M. Vorgesetzter von Michèle Kiesewetter, die am 25. April 2007 beim Polizistenmord von Heilbronn vom NSU getötet wurde. Kiesewetter soll sich zuvor mehrfach über Ringo M. beschwert haben, was dieser jedoch bestreitet. Im April 2019 wurde M. vom NSU-Untersuchungsausschuss des Thüringer Landtages zu seinem Verhältnis zu Kiesewetter, zu möglichen rechten Tendenzen in seinem damaligen Arbeitsumfeld bei der Bereitschaftspolizei und zu Hintergründen seiner Mitwirkung bei Uniter befragt.
Seit Herbst 2015 war Ringo M. beim Landesverfassungsschutz in der Abteilung „Internationaler Extremismus und Terrorismus“ tätig, aus der er Ende 2018 von Innenminister Thomas Strobl (CDU) abgezogen wurde, nachdem erste Enthüllungen über zweifelhafte Aktivitäten von Uniter an die Öffentlichkeit gelangt waren.
Ringo M. trat offiziell am 16. Januar 2017 (kurz vor der Festnahme von Franco A.) aus dem Uniter-Vorstand aus, blieb aber mit André S. Mitglied eines Ritterordens. Als Austrittsgrund gab er 2019 an, die früheren Mitglieder seien ihm zu militaristisch gewesen. Mitglieder des Vorläufervereins wollten jedoch nach Eigenangaben ebenfalls nichts mit Prepperthemen und paramilitärischen Übungen zu tun haben. Am 10. März 2019 deckte die taz auf, dass mit Ringo M. ein Verfassungsschutzmitarbeiter den Verein mitgegründet hatte. Am 11. März 2019 wurde im Vereinsregister in Stuttgart ein neuer Vorstand eingetragen. Vorsitzende sind zwei Männer, die in der Schweiz leben und den Verein von dort aus lenken.
Ringo M. arbeitet seit März 2020 für die baden-württembergische Kriminalpolizei. Laut dem Innenministerium des Bundeslandes gab es bei Sicherheitsüberprüfungen „keine Hinweise auf eine extremistische Gesinnung des Mitarbeiters“.
Zum Uniter-Vorstand gehörte bis 2017 auch ein CDU-Abgeordneter im Landtag von Baden-Württemberg. Bis Ende 2018 waren nach Mitgliederlisten, Ermittlungsunterlagen und taz-Recherchen mindestens zwölf Mitglieder des „Hannibal“-Netzes auch bei Uniter aktiv. In ihren Gesprächen setzten sie die Uniter-Strukturen mit den Chatgruppen gleich. Gegen sechs davon wurde 2017 im Zuge der Terrorermittlungen zu Rechtsextremisten in der Bundeswehr ermittelt. Zu den Vereinsmitgliedern gehörten ein Personenschützer des Deutschen Fußball-Bundes für die deutsche Fußballnationalmannschaft, der Sicherheitschef des Autovermieters Sixt und ein leitender Mitarbeiter des Rüstungsunternehmens Diehl Defence. Dieser soll an einem Sicherheitskonzept für eine Reise von Mitarbeitern des Unternehmens nach Saudi-Arabien mitgewirkt haben. Das Unternehmen bestritt jedoch jede aktuelle Zusammenarbeit mit Uniter.
Nach einem Bericht bei derStandard.at vom 15. März 2019 verlinkte auch Brenton Tarrant, der beim Terroranschlag auf zwei Moscheen in Christchurch 51 Menschen ermordet hatte, auf das Umfeld von Uniter.
Im Dezember 2019 stellte sich heraus, dass auch drei CDU-Politiker aus Sachsen-Anhalt Vereinsmitglieder waren. Der CDU-Kommunalpolitiker Robert Möritz trug das Vereinssymbol auf einem Profilfoto. Daraufhin wurde auch seine frühere Nähe zum Neonazismus aufgedeckt. Er gab an, er sei bis zum 15. Dezember 2019 aus Uniter ausgetreten, gehört aber weiterhin zum „konservativen Kreis“ in der Landes-CDU. Diese lehnte es ab, ihn auszuschließen, und löste damit eine Krise in der regierenden Kenia-Koalition im Landtag aus. Am 20. Dezember trat Möritz schließlich aus der CDU aus.
Auch der Berufsschullehrer und Bundeswehrreserveoffizier Kai Mehliß gehörte laut Presseberichten bis Mitte Dezember 2019 zu Uniter. Er war Beisitzer im CDU-Kreisvorstand in Anhalt-Bitterfeld und wie Robert Möritz aktives Mitglied des „Konservativen Kreises“. Zudem ist Mehliß Vorsitzender einer Freimaurerloge in Bernburg. Darüber kannte er manche Akteure des ersten Unitervereins. Er besaß eine Uniter-Mailadresse für Vereinsfunktionäre. In seinem Wohnsitz in Bernburg fand Anfang Dezember ein Regionaltreffen des Vereins statt, genannt „Security Round Table Sachsen-Anhalt“. Dort sollen Aktivitäten für 2020 geplant worden sein. Nach Angaben der CDU Sachsen-Anhalt trat Mehliß infolge der Berichte und auf internen Druck hin aus Uniter aus. Dabei gab der Verein nach Eigenangaben einer „außerordentlichen Kündigung“ statt. Laut taz benutzt Mehliß jedoch weiter seine Uniter-Mailadresse.
Laut Berichten der taz und des Rechercheportals lsa-rechtsaussen.net vom Juni 2020 hatte Mehliß zudem Kontakt zu einer rechtsextremen Preppergruppe aus Bundeswehrreservisten. Sie besorgten sich Waffen und absolvierten mutmaßlich illegale Schießtrainings in Jüdenberg, um sich laut internen Chats auf einen „Rassenkrieg“ vorzubereiten. Neben Mehliß gehörten auch ein Mitarbeiter der AfD-Landtagsfraktion und ein Mitglied eines Coronakrisenstabs in Sachsen-Anhalt zu der Preppergruppe. Ihre Chatgruppe „Germania Leipzig“ gehörte zur Leipziger Burschenschaft Germania. Darin hatte Mehliß dem früheren AfD-Mitarbeiter Michael Volker Schuster zur Beförderung als Bundeswehrreservist mit den Worten gratuliert: „Herzlichen Glückwunsch und Sieg Heil, Herr Hauptmann!“ In der Chatgruppe wurde unter anderem über Treffen mit gleichgesinnten „NS“ (Nationalsozialisten), den „Aufbau einer militärischen Einheit“ und ein gezieltes Einschleusen in die Bundeswehr diskutiert, um an Pistolen, eine Schießausbildung und Waffenscheine zu gelangen. Angesichts dieser Belege beschloss der Vorstand der CDU Sachsen-Anhalt am 12. Juni 2020 einstimmig, Mehliß aus der Partei auszuschließen. Die Stadtratsfraktion in Bernburg entfernte alle Informationen zu ihm von ihrer Webseite. Um dem Parteiausschluss zuvorzukommen, trat Mehliß am selben Tag aus der CDU aus und gab auch sein Amt als Vizevorsitzender des Arbeitersamariterbunds von Sachsen-Anhalt auf. Er hatte bestritten, dass die zitierten Chataussagen von ihm stammten, hätte beim Ausschlussverfahren aber den ganzen Chatverlauf vorlegen und beweisen müssen, dass der Verlauf gefälscht sei.
Die Berichte deckten auch auf, dass die beteiligten CDU-Mitglieder hochqualifiziert und ihre schlagende Burschenschaft mit dem neurechten Institut für Staatspolitik in Schnellroda vernetzt ist. Laut dem Politikpsychologen Thomas Kliche zeigt das „ein ganz neues Profil rechtsextremer Strategien“. Diese Leute seien „zivilgesellschaftlich präsent. Sie treten nicht als Rechtsextreme auf, sondern die haben eine sehr nette prosoziale Fassade. Die machen also deutlich: ‚Wir tun etwas für die Welt‘ und hintenrum planen sie einen Bürgerkrieg“. Dazu versuchten sie, die CDU Sachsen-Anhalt und andere Parteien zu unterwandern, etwa um zu testen, wie stark deren Widerstand gegen das Zusammengehen mit der AfD sei.
Laut dem Registereintrag des Amtsgerichts Stendal gründete Theodor S., bis 2019 CDU-Stadtrat in Sandersdorf-Brehna, im Juni 2012 den ersten Uniter-Verein in Halle mit und wurde einstimmig zum zweiten Vorsitzenden gewählt. Der Vorsitzende kam aus Gerbstedt im Südharz, der dritte Vorsitzender wurde André S. („Hannibal“) aus Halle. Weil damit drei von fünf Vorstandsmitgliedern aus Sachsen-Anhalt kamen, entstand der Verdacht einer organisierten Zusammenarbeit zwischen Uniter und der regionalen CDU. Theodor S. gab die Mitgliedschaft zu, betonte aber, der frühere Uniter-Verein habe nichts mit dem neuen Verein zu tun und sei nur eine Reservistenkameradschaft gewesen. Mit André S. habe er seit vier Jahren keinen Kontakt mehr, Möritz kenne er auch nicht. Theodor S. trat am 18. Dezember 2019 aus dem Verein aus, verteidigte aber die Vereinsgründung.
Laut WDR traten Mitte November 2019 nach einem Streit mit dem Vorstand mehrere Mitglieder mit Funktionen im Verein, auch aus dem engeren Führungskreis, geschlossen aus. Darunter waren der „Landesdistriktleiter Deutschland“ und sein damaliger Stellvertreter. Sie hatten Öffentlichkeitsarbeit für Uniter gemacht, zahlreiche Veranstaltungen organisiert und den Verein gegen Kritik verteidigt. Nun warfen sie dem Vorstand Intransparenz vor: Obwohl zwei Schweizer als Führungspersonen im Vereinsregister eingetragen seien, wüssten teils auch hochrangige Führungsmitglieder nicht, wer den Verein tatsächlich führt. Der Vorstand wollte auf Anfrage zu Vereinsinterna keine Auskunft geben und die Namen der aktuellen Vorstandsmitglieder nicht mitteilen. Anfang Dezember 2019 hatte er in einem Rundschreiben mitgeteilt, der deutsche Vereinszweig sei „personell umstrukturiert“ worden.
Ende Februar 2020 gab Uniter den Schweizer Ort Rotkreuz als neuen Vereinssitz bekannt. Bereits im April 2019 hatte ein Vereinssprecher diesen Umzug angekündigt und erklärt, man wolle damit die eigene Neutralität zeigen und sehe die Nähe zu den vielen in der Schweiz ansässigen UNO-Organisationen als Vorteil.
Zwei Beamte im Polizeipräsidium Potsdam waren seit 2019 als Mitglieder von Uniter bekannt und sollen nach internen Gesprächen aus dem Verein ausgetreten sein. Im Frühjahr 2020 wurde ihr Abfrageverhalten im polizeilichen Auskunftssystem geprüft. Beide hatten Abfragen ohne nachvollziehbaren dienstlichen Bezug durchgeführt, der eine zu mindestens einem ehemaligen Unitermitglied, zu sich selbst und seinem familiären Umfeld, der andere recherchierte im Einsatzdokumentationssystem. Die Polizei in Brandenburg ermittelt, ob sie die Daten an Dritte weitergaben. Ihnen wurde der Zugang zu den Systemen entzogen und Disziplinarverfahren wurden eingeleitet.
Offenbar veranlasste eine Medienanfrage vom März 2020, ob ein Polizeibeamter Datenbanken missbraucht habe, die interne Prüfung.

## Aktivitäten
2017 wurde Uniter Mitglied in der Lazarus-Union in Österreich und erhielt Merkmale einer Sekte: Mitglieder, die Fechten oder Reiten lernten, konnten in sogenannte Grade aufsteigen. Nach Berichten von Aussteigern sollen Neulinge mit Kapuzen über dem Kopf in Freimaurertempel geführt worden sein, wo Rituale mit Fackeln stattgefunden hätten. Es gab Workshops etwa für Messerkampf. Die Teilnehmer sollten sich immer als Einheit gegen einen äußeren Feind begreifen lernen.
Ringo M., einige Polizisten und KSK-Mitglieder bei Uniter ließen sich in der Lazarus-Union zum Ritter schlagen. Einige Freimaurer unter den Uniter-Mitgliedern nahmen 2018 an einem Ball der von Soldaten geführten American Canadian Grand Lodge teil und ließen sich dort mit Schärpen und Ansteckern mit dem Vereinslogo fotografieren.
Bei einem Fußballspiel in Hamburg im Juni 2018 trat erstmals eine Sanitätergruppe des Vereins (Medical Response Unit, MRU) auf. Mit solchen Tätigkeiten versucht der Verein Spezialisten anzuwerben und Einnahmequellen zu erschließen. Die Gruppe traf sich bald darauf erneut zu Schießübungen auf einem Übungsplatz in Mosbach und in Ulm. Die Teilnehmer vermummten sich und trugen militärische Ausrüstung und Uniformen. Sie trainierten Schießen und gleichzeitig Versorgen von Verwundeten, laut Einladung angeleitet von einem ehemaligen KSK-Soldaten.
Angeleitet von André S. trainierte im Juni 2018 auch eine bewaffnete Kampfeinheit des Vereins namens Defence in Mosbach. Experten hielten die auf einer Fotografie sichtbaren Gewehre der Einheit für wahrscheinlich echt, die Teilnehmer hätten einen professionellen Hintergrund. Der Verein bestritt dies und teilte mit, in Mosbach habe ein Selbstverteidigungskurs mit Waffenattrappen stattgefunden. Die dafür erforderliche Genehmigung auf dem Übungsgelände holte der Verein jedoch nicht ein. Der Zweck der Defence-Gruppe war unklar; falls der Verein eigene Kampftrainings anbot und diese Gruppe als eigene Kampfeinheit unterhielt, wäre sie sein paramilitärischer Arm. Im Oktober 2018 sprachen Mitglieder auf einer Facebookseite des Vereins von einer „Kommandopipeline“. Alle hätten das erste Training bestanden, die Kommandoausbildung könne beginnen. Den Ausdruck Pipeline verwendet man in der KSK bei der Ausbildung von Kommandosoldaten. Wozu ein ziviler Verein eigene Kommandosoldaten ausbildet, ist unklar. Das Innenministerium in Baden-Württemberg fand bei den Ermittlungen gegen Franco A. keine rechtsextremen Bezüge des Vereins. Dennoch kündigte das Übungszentrum in Mosbach die Zusammenarbeit mit Uniter e. V. auf.
Im Februar 2019 boten Uniter-Mitglieder Polizisten und Soldaten der Philippinen in Manila ein privat organisiertes, auf zwei bis vier Jahre angelegtes militärtaktisches Training an. Zu den rund 36 ersten Teilnehmern gehörte ein früherer Provinzgouverneur. Sie zeigten sich auf Fotografien mit ausgestreckter rechter Faust als Anhänger des philippinischen Präsidenten Rodrigo Duterte. Einige trugen Camouflage oder Schutzwesten und Gewehre im Anschlag. Als Trainingsziel gab Uniter an, die Teilnehmer auf Extremsituationen vorzubereiten; sie bräuchten dazu keine Vorkenntnisse an Waffen. Teilgenommen hätten „hochrangige Mitglieder der Polizei, von Heer, Luftwaffe und der Navy, aber auch Mitarbeiter staatlicher Dienste und freier Sicherheitsfirmen, der Berufsfeuerwehr sowie einige Diplomaten und Anwälte“. Das Land nannte der Bericht nicht. Der Kurs sollte auch neue Mitglieder für das internationale Netzwerk gewinnen. Absolventen erhielten ein Abzeichen mit einem Wolfskopf mit gefletschten Zähnen und der Inschrift „Semper Fidelis“ (lat.: „für immer treu“).
Nach Vereinsdokumenten aus den Jahren 2017 und 2018, Zeugenaussagen und Recherchen der taz ist Uniter hierarchisch in fünf bis sieben Ränge gegliedert. Ein Schaubild veranschaulicht die Vereinsstruktur als Pyramide aus Mitgliedern, darüber Kuratorium und Vorstand, an der Spitze das aus Geheimbünden bekannte „Auge der Vorsehung“. Für den Aufstieg in den dritten Rang sind nach einem von „Hannibal“ verfassten Text Kampftraining, Kenntnisse in Militärtaktik, Nahkampf, Selbstverteidigung und Umgang mit Waffen sowie „Willen, Standhaftigkeit und Ausdauer“ und lebenslange Loyalität gefordert. Der Aufstieg in den fünften Rang soll demnach mit einem sektenartigen Ritual vollzogen werden, das eine symbolische Tötung mit Schwertern, eine Wiederauferstehung und das Trinken von Rotwein aus einem menschlichen Totenschädel enthält. Für den Aufstieg zum Distriktleiter wird ein Treueschwur auf eine mit dem Uniter-Symbol bedruckte Deutschlandfahne verlangt. Nach einem als „Kommando-Pipeline“ bezeichneten Ablaufplan sollte das 2018 aufgedeckte paramilitärische Training des Vereins 30 Module in vier Stufen umfassen, vom taktischen Bewegen im städtischen Häuserkampf über Nahkampf in Gebirge, Wasser, Luft bis hin zur „Gefechtsbereitschaft“. Nach Chatnachrichten „Hannibals“ wollte er damit weltweit einsetzbare „gute Infanteristen“ ausbilden. Neue Mitglieder sollten von diesen Vereinszielen zunächst nichts erfahren und erst nach Zuverlässigkeitsprüfungen allmählich eingeweiht werden. Distriktleiter wurden zur Verschwiegenheit verpflichtet und durften keine Kontakte zur Presse haben.
Der Verein bot seinen Mitgliedern über eine interne Jobbörse Jobs bei Sicherheitsfirmen und Behörden an. Im April 2018 suchte ein Unitermitglied für eine Ravensburger Sicherheitsfirma in der Chatgruppe nach einem Stellvertreter für die Landeserstaufnahmestelle für Asylbewerber Sigmaringen. Die Sicherheitsfirma distanzierte sich später auf Nachfrage von dem Verein und erklärte, man habe von der Jobbörse nichts gewusst. Ein vom Energiekonzern RWE beauftragtes Subunternehmen setzte im Juni 2019 Unitermitglieder für die „verdeckte Überwachung des äußeren Ringes des Geländes von RWE“ in Garzweiler ein. Dies richtete sich gegen ein Aktionsbündnis gegen den Braunkohleabbau. Die eingestellten Personen sollten laut einem RWE-Sprecher „Aktivisten vor einem Eindringen in den Tagebau […] warnen“. Ihre Mitgliedschaft bei Uniter sei dem Konzern nicht bekannt.

## Reaktionen

### Beobachtung durch Sicherheitsbehörden
Nachdem ein KSK-Mitglied sich bei den Terrorermittlungen gegen Bundeswehrsoldaten 2017 als Uniter-Mitglied herausstellte, beobachtete die Generalbundesanwaltschaft den Verein. Der Verfassungsschutz Baden-Württemberg versetzte Ringo M. Mitte 2019, nachdem dessen Vereinsmitgliedschaft bekannt geworden war.
Das Bundesverteidigungsministerium schätzte den Verein im Februar 2019 als ungefährlichen Unterstützerverein für aktive und ehemaliger Angehörige von Bundeswehr, Polizei und anderen Sicherheitsorganen ein. Auch die Bundesregierung stellte noch im Dezember 2019 fest, der Verfassungsschutz beobachte den Verein nicht, gehe aber Hinweisen auf extremistische Bestrebungen weiter nach.
Der Militärische Abschirmdienst (MAD) sah seit 2018 „mögliche Extremismusbezüge“ bei Uniter. Der MAD und der deutsche Verfassungsschutz gründeten 2019 eine gemeinsame Arbeitsgruppe zu dem Verein. Sie soll Erkenntnisse zu dessen Aktivitäten auswerten, da Uniter gezielt ehemalige Kommandosoldaten und frühere SEK-Mitglieder der Polizei anwirbt. Letztere darf der MAD nicht beobachten, wohl aber der Verfassungsschutz. Bis 19. Februar 2020 erklärte das BfV Uniter zum Prüffall. Es durfte damit mögliche verfassungsfeindliche Tendenzen im Verein systematisch auswerten, aber keine Telefone überwachen, V-Leute anwerben und sonstige nachrichtendienstliche Mittel einsetzen. Das BfV durfte nicht über Prüffälle informieren und bestätigte die entsprechende Einstufung Uniters daher nicht, erklärte aber auf Nachfragen: Man bewerte „fortlaufend verschiedene Personenzusammenschlüsse hinsichtlich des Vorliegens von tatsächlichen Anhaltspunkten für eine Bestrebung gegen die freiheitlich demokratische Grundordnung“.
Nach Bekanntwerden einer rechtsextremen Preppergruppe mit Kontakten zu Uniter fand das Geheimdienstgremium des Landtags Sachsen-Anhalt in einer vertraulichen Sitzung am 8. Juni 2020 heraus, dass der Verfassungsschutz Sachsen-Anhalt von der Preppergruppe und ihren Bezügen zu Uniter und zur Landes-CDU bis dahin keine Kenntnisse hatte. Henriette Quade (Die Linke Sachsen-Anhalt) forderte, vollständig aufzuklären, wie Uniter, das Hannibal-Netzwerk, Preppergruppen und rechtsextreme Aktivitäten einzelner KSK-Elitesoldaten zusammenhängen. Sachsen-Anhalts Innenminister Holger Stahlknecht versprach, diese Bezüge durch Verfassungsschutz und MAD prüfen zu lassen. Stahlknecht wurde jedoch zum rechten CDU-Flügel gezählt, der mit der AfD öfter gemeinsam abstimmt. Die Staatsanwaltschaft Leipzig leitete Vorermittlungen zu Kontakten von Uniter-Mitgliedern mit rechtsextremen Preppern in Sachsen und Sachsen-Anhalt ein. Auch der Staatsschutz des Landeskriminalamts Sachsen befasste sich damit. Das Bundesverteidigungsministerium und der Bundeswehrreservistenverband versprachen Aufklärung und baten die beteiligten Reservisten und die Schießsport-Verantwortlichen schriftlich um Stellungnahmen. Der Präsident der sächsischen Landesgruppe des Reservistenverbandes dagegen verteidigte die Prepper auf Facebook: „Viel Lärm um nichts! Während des Ansturms von Millionen von Flüchtlingen aus Kriegsgebieten haben sich diese Spinner Gedanken gemacht, wie sie die Ausrottung der Deutschen überleben können. Sie hatten weder vor, die Bundesrepublik abzuschaffen, noch wollten sie die Ausländer ausrotten.“
Seit Juni 2020 beobachtet das BfV Uniter als Verdachtsfall, weil sich „hinreichend gewichtige tatsächliche Anhaltspunkte“ für rechtsextreme Bestrebungen des Vereins ergeben hatten. Dies gab BfV-Chef Thomas Haldenwang dem Parlamentarischen Kontrollgremium der Nachrichtendienste im Bundestag am 29. Juni 2020 bekannt. Er teilte ferner mit, das BfV versuche die Gründe für die Auflösung des Vereins in Deutschland und seine Neugründung in der Schweiz aufzuhellen. Laut MAD-Chef Christof Gramm arbeiteten MAD und BfV bei der Beobachtung des Vereins besonders eng zusammen. Er räumte dabei erstmals rechtsextreme „Netzwerke und Strukturen“ bei der Bundeswehr ein und sprach von insgesamt 30 Verdachtsfällen bei der Eliteeinheit KSK, zu der der Vereinsgründer Andre S. gehört hatte. Auch der Bundesnachrichtendienst (BND) befasste sich mit dem Verein. Mehrere Verfassungsschutzbehörden verfügen über Hinweisgeber zu ihm. Gegen die Einstufung als Verdachtsfall durch den BfV reichte Uniter, vertreten durch die Kanzlei Höcker, eine Klage ein.
Seit 2024 wird die Vereinigung vom Bundesamt für Verfassungsschutz als „gesichert rechtsextremistisch“ eingestuft.

### Entzug der Gemeinnützigkeit
Laut WDR und Süddeutsche Zeitung entzog das Finanzamt in Stuttgart dem Verein im Herbst 2019 die Gemeinnützigkeit. Ein Widerspruch des Vereins wurde Mitte Februar 2020 zurückgewiesen. Auf eine Klage dagegen wollte der Verein verzichten, weil er mittlerweile in der Schweiz seinen Sitz habe und dort als gemeinnützig anerkannt sei. Der deutsche Verein befinde sich bereits in der Auflösung.

### Proteste
Die Vereinigten Großlogen von Deutschland e. V. distanzierten sich 2019 von Uniter und veröffentlichten eine Unvereinbarkeitserklärung. Über den Umgang mit Unitermitgliedern entscheiden jedoch die einzelnen Großlogen.
In Rotkreuz demonstrierten am 1. März 2020 Jungsozialisten des Kantons Zug gegen Uniter. Die Kantonratsfraktion der Alternative – die Grünen Zug verlangte mit einer Interpellation, rechtsextreme Bezüge des Vereins zu auch den Nachrichtendienst des Bundes (NDB) zu prüfen, und Auskunft, wer die Polizei und Regierung des Kantons über den Vereinsumzug informiert habe, ob sie die Einschätzung des deutschen Verfassungsschutzes teilten, wie der Kantonsrat die Gefahr rechtsextremer Anschläge in Zug und der Schweiz einschätze. Der Schweizer NDS schätzt Uniter bisher nicht als gefährlich ein.

### Strafverfolgung
Zwei Vereinsmitglieder, die als Polizisten im Polizeipräsidium Potsdam tätig waren, stellten dort mehr als 100 unzulässige Datenabfragen ohne Bezug zu ihren beruflichen Aufgaben. Einer der beiden stellte 17 Abfragen zum Gründer von Uniter Deutschland und elf Abfragen zur eigenen Person und zu seiner Lebensgefährtin. Sein Kollege stellte demnach 90 Abfragen ohne direkte dienstliche Bezüge. Dies ergaben Stichproben der internen Revision. Beiden Polizisten wurden die Zugriffsrechte entzogen, Disziplinarverfahren wurden gegen sie eingeleitet und die Staatsanwaltschaften von Neuruppin und Frankfurt (Oder) wurden gebeten, ihr Verhalten strafrechtlich zu prüfen. Weil den Drohmails des „NSU 2.0“ seit 2018 mehrmals unzulässige Datenabfragen von Polizisten vorausgegangen waren, entstand der Verdacht eines rechtsextremen Netzwerks in der Polizei Hessen. Datenmissbrauch bei der Polizei wird daher auch in anderen Bundesländern strenger als früher beobachtet.
Im Sommer 2018 hatte André S. („Hannibal“) für eine Gruppe des Vereins Uniter einen paramilitärischen Kurs auf einem Übungsgelände in Mosbach durchgeführt. Ende 2019 und Anfang 2020 durchsuchten Ermittler die Wohnungen derjenigen Teilnehmer des Kurses, die sie identifizieren konnten. In der Wohnung von André S. fanden sie illegale Übungshandgranaten und Nebelpatronen. Anfang 2020 verurteilte das Amtsgericht Böblingen ihn dafür zu einer Geldstrafe. Damit drohte ihm der Verlust seines Rechts auf legalen Waffenerwerb und Anmelden eines Sicherheitsgewerbes. Er legte Berufung ein. Im Oktober 2020 erließ das Amtsgericht Mosbach Strafbefehle gegen André S. und fünf weitere Teilnehmer jenes Kurses wegen Verstößen gegen das Waffengesetz. Sie erhielten Geldstrafen dafür, dass sie ohne Erlaubnis des Betreibers auf dessen Gelände mit Airsoftwaffen ein Schießtraining durchgeführt hatten. Das Gericht warf André S. „vorsätzlich unerlaubtes Führen von Schusswaffen“, einem Organisator des Trainings Beihilfe dazu, den Teilnehmern fahrlässige Benutzung der an sich legalen Waffen vor. Alle Teilnehmer legten Einspruch gegen die Strafbefehle ein und wurden daraufhin angeklagt. Bei zwei Angeklagten wurden bei weiteren Hausdurchsuchungen unter anderem verbotene Messer, Nebel- beziehungsweise Rauchkartuschen und eine Blendgranate gefunden. Daraufhin wurden sie zusätzlich wegen „Erwerb und Besitz verbotener Waffen“ und dem „unerlaubten Umgang mit explosionsgefährlichen Stoffen“ angeklagt.